# Тритон піренейський
Тритон піренейський (Calotriton asper) — вид земноводних з роду струмковий тритон родини саламандрові.

## Опис
Загальна довжина сягає 10,5—14 см. Спостерігається статевий диморфізм: самиця більша за самця. За своєю будовою схожий на інших представників свого роду. Відмінністю є 4 пальці на кінцівках та більш шорстка шкіра ніж в іншого представника струмкових тритонів. Забарвлення коливається від сіро-зеленого або лілового до коричнево-чорного. Уздовж хребта проходять жовтуваті плями, що можуть зливатися в єдину смугу. Черево жовто-помаранчевого або червоного кольору.

## Спосіб життя
Полюбляє гірську місцину, воліє чисті озера та струмки. Зустрічається на висоті від 175 до 2900 м над рівнем моря. Майже усе життя проводить у воді. Живиться переважно комахами.
Статева зрілість у самців настає у 2,5—3 роки, у самиць — у 4 роки. У період розмноження самець міцно обхоплює самицю передніми лапками і чіпляється в неї зубами, передаючи сперматофор в клоаку самиці. Самиця відкладає від 20 до 40 великих яєць діаметром близько 2,5 мм (без оболонок), їх вона відкладає поодинці на підводні рослини або камені. Через 6 тижнів з'являються личинки.
Тривалість життя до 20 років.

## Поширення
Мешкає у Піренейських горах: в Каталонії, Арагоні, Наваррі (Іспанія) Андоррі, деяких південних департаментах Франції.